# Szalai Veronika
Szalai Veronika (Ózd, 1931. október 5. –) magyar könyv- és grafikai restaurátor. Férje Szalai Zoltán  festő volt.

## Életpályája
Fabró József és Göllner Miklós növendéke volt a Képző- és Iparművészeti Gimnáziumban. Az Iparművészeti Múzeumban, majd az Országos Széchenyi Könyvtárban dolgozott. 1977-től az ELTE Fragmenta Codicum kutatócsoport restaurátora volt. 1977 és 1988 között a Képzőművészeti Főiskola papír- és grafikarestaurátor tanára volt.
2007-ben részt vett  a IX. Állami Művészeti Díjazottak kiállításon a budapesti Olof Palme-házban.

## Díjai, elismerései
- Munkácsy Mihály-díj (2007).